# Seyrighoplites trilobatus
Seyrighoplites trilobatus är en stekelart som beskrevs av Heinrich 1968. Seyrighoplites trilobatus ingår i släktet Seyrighoplites och familjen brokparasitsteklar. Inga underarter finns listade i Catalogue of Life.